# Sergio Peralta Morales
Sergio Enrique Peralta Morales (Ovalle, 23 de abril de 1962) es un abogado y expolítico, exalcalde de la comuna de Ovalle.

## Biografía
Nacido en Ovalle el 23 de abril de 1962, fruto del matrimonio de Sergio Peralta Peralta y Matilde Morales. Ostenta como profesión Abogado con magíster en administración de negocios.
El 26 de septiembre de 1992 fue nombrado por votación unánime como alcalde titular de la I. Municipalidad de Ovalle. Concluyó este período el 6 de diciembre de 1996.
Luego en las elecciones municipales de 1996, esta vez en la vecina comuna de Ovalle, fue nombrado concejal de la comuna de Ovalle. Su período inició el 6 de diciembre de 1996 y finalizó el mismo día de 2000.
Actualmente se desempeña como un connotado abogado en la ciudad de ovalle y juez de policía local en la ciudad de Punitaqui.
Por acuerdo unánime  que consta del acta número 09 del 31 de marzo del año 2016 ; el alcalde y el concejo municipal  de la Ilustre Municipalidad de Ovalle lo designaron  como ciudadano distinguido para ser homenajeado públicamente en el acto de conmemoración del aniversario de la comuna

## Obras como alcalde

### Ovalle
Fue el primer alcalde democráticamente elegido en Ovalle después de la vuelta de la democracia. Durante el período de regreso a la democracia desde el año 1992 a 1996, realizó diversas obras públicas de gran  avance en la comunidad; tales como la construcción de la facultad de Agronomía de  la universidad de la serena, la planificación  de la avenida costanera, la recuperación y entrega a la comunidad del centro cultural Guillermo Durruty  y del museo del Limarí que se emplaza en la antigua ex estación de ferrocarriles de Ovalle en el año 1996; la construcción del consultorio de salud familiar urbano Jorge Jordan Domic; cuyo nombre recuerda al destacado médico cirujano fusilado  el 16 de octubre del año 1973 en el marco de la caravana de la muerte; la construcción del centro de salud rural de Cerrillos de Tamaya de Ovalle;  y la construcción  en terrenos Municipales del sector de media hacienda de la Escuela de fronteras de Carabineros entre otras.